# Collalto Sabino
Collalto Sabino är en ort och kommun i provinsen Rieti i regionen Lazio i Italien. Kommunen hade 400 invånare (2018).